# Nassak

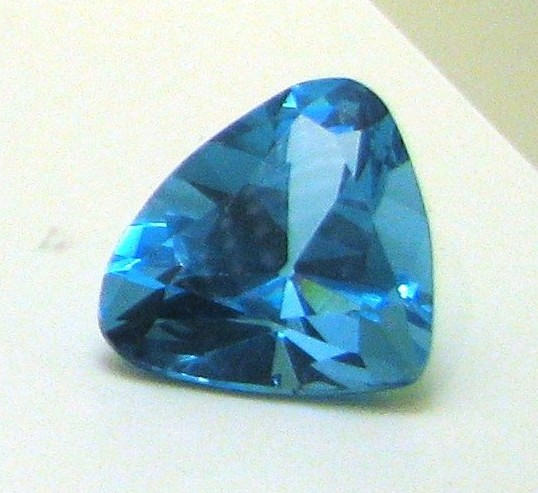
Kopie des Nassak-Diamanten

Der Nassak, auch Nassac oder Eye of the Idol ist ein 43,38-karätiger Diamant (8,676 g). Er zählt zu den berühmtesten Diamanten der Welt. Ursprünglich wurde der farblose und über 90-karätige Diamant in dem Trimbakeshwar Shiva Tempel bei Nassak in Indien im 15. Jahrhundert gefunden. Er wurde 1818 von den Engländern als Kriegsbeute mitgenommen und im Jahr 1927 in New York in Triangelform umgeschliffen. Er befindet sich heutzutage in den USA im Privatbesitz. Einer seiner Eigentümer war der amerikanische Juwelier Harry Winston.